# Temporada 1921-1922 del RCD Espanyol
Dades de la Temporada 1921-1922 del RCD Espanyol.

## Fets Destacats
- 1921: La crida a files de diversos jugadors de l'Espanyol amb motiu de la guerra d'Àfrica deixà molt minvat l'equip que realitzà una mala temporada.
- 17 d'octubre de 1921: En partit del Campionat de Catalunya: Avenç 6 – Espanyol 1.
- 21 de novembre de 1921: En partit del Campionat de Catalunya: Espanyol 0 – Barcelona 9.
- 5 de desembre de 1921: En partit del Campionat de Catalunya: Espanyol 0 – CE Sabadell 5.
- 14 de desembre de 1921: Mor el jugador de l'Espanyol Claudi Juanico.[5]
- 19 de desembre de 1921: En partit del Campionat de Catalunya: Espanyol 5 – FC Internacional 2, no obstant la Federació atorgà els punts a l'Inter per un problema de llicències.
- 22 de gener de 1922: En partit del Campionat de Catalunya: Barcelona 10 – Espanyol 0.
- 12 de març de 1922: Anada del partit de promoció del Campionat de Catalunya: Espanyol 2 – FC Espanya 0.[6]
- 19 de març de 1922: Tornada del partit de promoció del Campionat de Catalunya: FC Espanya 0 – Espanyol 3.[7]

## Resultats i Classificació

### Campionat de Catalunya
| Pos | Equip            | PJ | PG | PE | PP | GF | GC | DG  | Pts | Classificació |
| --- | ---------------- | -- | -- | -- | -- | -- | -- | --- | --- | ------------- |
| 4   | FC Internacional | 10 | 3  | 1  | 6  | 17 | 32 | −15 | 9   | (+2)          |
| 5   | CE Sabadell      | 10 | 2  | 3  | 5  | 20 | 22 | −2  | 6   | (-1)          |
| 6   | RCD Espanyol (O) | 10 | 2  | 2  | 6  | 12 | 41 | −29 | 3   | Promoció (-3) |

## Plantilla
| P             | Jugador             | C. de Catalunya | C. de Catalunya | Promoció | Promoció |
| P             | Jugador             | PJ              | G               | PJ       | G        |
| ------------- | ------------------- | --------------- | --------------- | -------- | -------- |
| POR           | Ramon Ibars         | 5               | -21             | 2        | -        |
| POR           | Carles Gutés        | 5               | -20             | -        | -        |
| DEF           | Amadeo Puig         | 10              | -               | 2        | -        |
| DEF           | Josep Batlle        | 8               | 2               | -        | -        |
| DEF           | Alberto Duñabeitia  | 2               | -               | -        | -        |
| DEF           | Eugeni Montesinos   | -               | -               | 2        | 1        |
| DEF           | Santiago Massana    | 1               | -               | -        | -        |
| MIG           | Josep Perich        | 10              | -               | 2        | -        |
| MIG           | Lluís Blanco        | 8               | -               | 2        | -        |
| MIG           | Martínez            | 8               | -               | -        | -        |
| MIG           | Francesc Rimbau     | 6               | -               | -        | -        |
| MIG           | José Oliver         | 3               | 1               | -        | -        |
| MIG           | Miquel Urgell       | 2               | -               | 2        | 1        |
| MIG           | Ferrer              | 1               | -               | -        | -        |
| MIG           | José Rivali         | 1               | -               | -        | -        |
| DAV           | Ramon Sotillos      | 10              | 1               | 2        | 2        |
| DAV           | Víctor Juanico      | 10              | 1               | 2        | -        |
| DAV           | Jacint Torra        | 6               | 1               | 2        | -        |
| DAV           | Raimon Arnet        | 6               | 1               | -        | -        |
| DAV           | Raúl de Loredo      | 4               | 4               | 2        | -        |
| DAV           | Josep Maria Canals  | 3               | -               | -        | -        |
| DAV           | Ventura Vergés      | -               | -               | 2        | 1        |
| DAV           | Joan Masgrau        | 1               | -               | -        | -        |
| DAV           | Ricardo Álvarez     | -               | -               | -        | -        |
| Equip reserva |                     |                 |                 |          |          |
| POR           | Antoni Vilarrodona  | -               | -               | -        | -        |
| POR           | Bonay               | -               | -               | -        | -        |
| DEF           | Florentino Borge    | -               | -               | -        | -        |
| DEF           | Federico Lanzaco    | -               | -               | -        | -        |
| DEF           | Carles Bellsolà     | -               | -               | -        | -        |
| MIG           | Ramón Aguirrebengoa | -               | -               | -        | -        |
| DAV           | Crescente Olariaga  | -               | -               | -        | -        |
| DAV           | Juanito López       | -               | -               | -        | -        |
| DAV           | Alejo Lorca         | -               | -               | -        | -        |
| DAV           | J. Longàs           | -               | -               | -        | -        |